# Калачики (Омская область)
Калачики — деревня в Крутинском районе Омской области, в составе Крутинского городского поселения.

## История
Основана в 1800 году. В 1928 г. состояла из 43 хозяйства, основное население — русские. В составе Усть-Китерминского сельсовета Крутинского района Омского округа Сибирского края.

## Население
| 2010 |
| ---- |
| 139  |